# Dorota Gąsiorowska
Dorota Gąsiorowska (ur. 1975, w Oświęcimiu) – polska pisarka, z wykształcenia specjalistka ds. marketingu, autorka powieści obyczajowych i romansów.

## Kariera
Zadebiutowała w 2015 r. powieścią Obietnica Łucji (opublikowaną nakładem wydawnictwa Znak), która została bardzo dobrze przyjęta przez czytelników. W swoich powieściach tworzy oniryczne baśniowe światy oraz nawiązuje do motywów słowiańskich. Do tej pory ukazało się kilkanaście książek autorki.

## Twórczość[1]

### Książki wydane poza serią
- Obietnica Łucji, Społeczny Instytut Wydawniczy Znak, Kraków 2015 (wyd. I); Znak Literanova, Kraków 2022 (wyd. II).
- Marzenie Łucji, Między Słowami (Społeczny Instytut Wydawniczy Znak), Kraków 2015 (wyd. I); Znak Literanova, Kraków 2021 (wyd. II).
- Primabalerina, Między Słowami (Społeczny Instytut Wydawniczy Znak), Kraków 2016 (wyd. I); Znak Literanova, Kraków 2022 (wyd. II).
- Antykwariat spełnionych marzeń, Między Słowami (Społeczny Instytut Wydawniczy Znak), Kraków 2017 (wyd. I); Znak Literanova, Kraków 2022 (wyd. II).
- Melodia zapomnianych miłości, Między Słowami (Społeczny Instytut Wydawniczy Znak), Kraków 2017.
- Dziewczyna ze sklepu z kapeluszami, Między Słowami (Społeczny Instytut Wydawniczy Znak), Kraków 2018.
- Karminowe serce, Między Słowami (Społeczny Instytut Wydawniczy Znak), Kraków 2018.
- Szept syberyjskiego wiatru, Między Słowami (Społeczny Instytut Wydawniczy Znak), Kraków 2019.
- Niedokończona baśń, Między Słowami (Społeczny Instytut Wydawniczy Znak), Kraków 2019.
- Lato w Pensjonacie pod Bukami, Wydawnictwo FILIA, Poznań 2019.
- Opowieść starego lustra, Znak Literanova, Kraków 2022.
- Opowieść błękitnego jeziora, Znak Literanova, Kraków 2023.

### Seria "Dni mocy"
- Pamiętnik szeptuchy, Znak Literanova, Kraków 2020.
- Dwór rusałek, Znak Literanova, Kraków 2021.
- Zielone oczy driady, Znak Literanova, Kraków 2022.

### Seria "Córki żywiołów"
- Córka ziemi, Znak Literanova, Kraków 2023.